# Djenane Machado
Djenane Vasconcelos Machado (Rio de Janeiro, 10 de junho de 1951 — 23 de março de 2022) foi uma atriz brasileira.

## Biografia
Filha de Carlos Machado, o rei da noite carioca nos anos 50 e 60, ela cresceu entre a produção de shows e espetáculos de teatro, já que sua mãe também era membro ativo da companhia como figurinista.
Na TV, onde faria a maior parte da sua carreira, Djenane estreou em junho de 1968, na Rede Globo, com a novela Passo dos Ventos, de Janete Clair, com supervisão de Gloria Magadan, vivendo a personagem Hannah. Era uma trágica história de amor com toques de magia negra, estrelada por Carlos Alberto e Glória Menezes.
No ano seguinte Djenane fez três telenovelas na Rede Globo: Rosa Rebelde; A Ponte dos Suspiros e Véu de Noiva, além do filme A Penúltima Donzela. Em Rosa Rebelde, estrelada pelo casal Glória Menezes e Tarcísio Meira, viveu a personagem Conchita. Já em A Ponte dos Suspiros, a estréia de Dias Gomes como autor de novelas, Djenane viveu Bianca, com a dupla central da trama vivida por Yoná Magalhães e Carlos Alberto. Em Véu de Noiva, a novela de Janete Clair que marcou a estréia de Regina Duarte na Globo e um novo período dramatúrgico na emissora, com textos mais atuais e arejados, Djenane conquistou o público com a personagem Maria Eduarda.
No cinema, Djenane estreou em A Penúltima Donzela, uma fita dirigida por Fernando Amaral e com Paulo Porto, Adriana Prieto, Carlo Mossy, atuando num dos principais papéis.
A telenovela seguinte foi em julho de 1970, também de autoria de Dias Gomes e ainda na TV Globo, Assim na Terra como no Céu, que teve a estréia de Francisco Cuoco e Renata Sorrah na emissora. Ela interpretou Verinha.
A consagração chegou em 1971, com a personagem Lucinha Esparadrapo, de O Cafona, novela de Bráulio Pedroso. Ela foi inclusive tema de uma das principais músicas da trilha sonora, cantada por Betinho. A personagem de Djenane era uma hippie e vivia em uma comunidade ao lado de Ary Fontoura, Carlos Vereza e Marco Nanini.

## Na primeira versão de A Grande Família
Em 1972, Djenane viveu a irrequieta Glorinha de O Primeiro Amor, novela das 19h da Rede Globo, marcada como o último trabalho do ator Sérgio Cardoso e por apresentar a dupla Shazam e Xerife, com Paulo José e Flávio Migliaccio, que se tornou uma série televisiva. A personagem de Djenane era justamente do núcleo da dupla e a atriz pôde colocar sua veia cômica em funcionamento. No mesmo ano ela também teve papel de destaque no especial Somos Todos do Jardim da Infância.
A participação no seriado A Grande Família vivendo Bebel, na primeira temporada (73/74) fez com que Djenane ganhasse projeção nacional, mas também tornou-se seu primeiro problema com a Rede Globo. Afastada das novelas nesse período, Djenane passou a chegar atrasada às gravações e desistiu de fazer a segunda temporada, sendo substituída por Maria Cristina Nunes. A emissora a deixou dois anos sem trabalho.
Nesse período, aproveitou para fazer cinema mais uma vez e estrelou duas comédias no estilo pornochanchada. A primeira foi As Alegres Vigaristas, de Carlos Alberto de Souza Barros, com Luiz Armando Queiróz, Elza Gomes, Amândio, José Lewgoy e Íris Bruzzi, e a segunda, uma sucesso de bilheteria, foi Já Não se Faz Amor como Antigamente, uma comédia formada por três episódios dirigidos por Anselmo Duarte, John Herbert e Hélio Souto. Djenane tem uma sequência na praia no episódio O Noivo, com John Herbert, que interpreta um eterno noivo que sempre desiste do casamento na última hora. Ela faz uma das noivas, que não para de falar um instante, deixando-o completamente aturdido.
Sua volta à TV se deu em 1976, em um papel escrito sob medida por Mário Prata para ela, na novela Estúpido Cupido, um grande sucesso das 19h da TV Globo. Djenane viveu Glorinha, rebelde integrante da turma de jovens da pequena cidade de Albuquerque, filha do delegado local, mas muito namoradeira e que arrumava confusões com a turma e com o namorado Caniço, interpretado por João Carlos Barroso.
Djenane participou de espetáculos montados pelo pai Carlos Machado, como o show Hip Hip Rio. Boa dançarina, ela também cantava e fez uma incursão na televisão como apresentadora do programa Saudade Não Tem Idade, ao lado do ator Ney Latorraca, ainda na Rede Globo.
Na Globo trabalhou em mais duas novelas: interpretou Lenita Esper, filha de um palhaço decadente na novela Espelho Mágico, de Lauro César Muniz; a personagem Guiomar, de Ciranda de Pedra, em 1977, fazendo dupla com Lima Duarte, tendo a adaptação de Teixeira Filho para a obra de Lygia Fagundes Telles, em 1981.

## A carreira longe da Globo
Com problemas para se afastar das drogas, Djenane perdeu espaço na TV Globo e teve que procurar trabalho em outras emissoras. Entre uma novela e outra, ela ainda fez o filme Sábado Alucinante, de Cláudio Cunha, ao lado de Sandra Bréa, outra atriz que começava a enfrentar problemas com a direção da TV Globo, por motivos semelhantes.
Em 1982, na TV Cultura, participou de Música ao Longe, uma adaptação da obra de Érico Veríssimo, por Mário Prata.
Com dificuldades para voltar à televisão, por falta de convites, ela faz dois filmes brasileiros, mas em papéis menores. O primeiro foi Águia na Cabeça, de Paulo Thiago, em 1984, contracenando com Christiane Torloni e Nuno Leal Maia, e, dois anos depois, Ópera do Malandro,  do diretor Ruy Guerra, com Edson Celulari e Cláudia Ohana. No filme, Djenane vive Shirley Paquete, uma das meninas do bordel de Otto Struedel, personagem vivida por Fábio Sabag.
A carreira da atriz se encerrou na TV Manchete, com participações nas novelas Tudo em Cima, de Geraldo Carneiro e Bráulio Pedroso, na qual vive  Marilu, uma das principais personagens femininas, e em 1986, no papel de Laureta, em Novo Amor, de Manoel Carlos. A partir daí, Djenane se retirou da carreira a fim de se submeter a tratamentos contra a dependência de álcool e anfetaminas. Ao mesmo tempo,  dedicou-se a escrever um livro de poesia. Djenane foi casada duas vezes mas não teve filhos. Antes de sua morte, vivia de maneira simples e discreta em seu apartamento, no Bairro Peixoto, Rio de Janeiro, em companhia de uma cuidadora.

## Morte
Morreu aos 70 anos de idade, de causa não revelada.

## Filmografia

### Trabalhos na Televisão
| Ano  | Título                     | Papel                               | Emissora      |
| ---- | -------------------------- | ----------------------------------- | ------------- |
| 1986 | Tudo ou Nada               | Lourdes                             | Rede Manchete |
| 1986 | Novo Amor                  | Laureta                             | Rede Manchete |
| 1985 | Tudo em Cima               | Maria Lúcia "Marilu"                | Rede Manchete |
| 1982 | Música ao Longe            | Clarissa/Zulmira                    | TV Cultura    |
| 1981 | Ciranda de Pedra           | Guiomar                             | Rede Globo    |
| 1978 | Saudade Não Tem Idade      | Apresentadora                       | Rede Globo    |
| 1977 | Espelho Mágico             | Lenita/Helena Ésper (Neide)         | Rede Globo    |
| 1976 | Estúpido Cupido            | Maria da Glória Siqueira (Glorinha) | Rede Globo    |
| 1972 | A Grande Família           | Maria Isabel "Bebel"                | Rede Globo    |
| 1972 | O Primeiro Amor            | Glorinha                            | Rede Globo    |
| 1971 | O Cafona                   | Lúcia Esparadrapo                   | Rede Globo    |
| 1970 | Assim na Terra como no Céu | Vera Fontoura (Verinha)             | Rede Globo    |
| 1969 | Véu de Noiva               | Maria Eduarda Albertini (Dudu)      | Rede Globo    |
| 1969 | Rosa Rebelde               | Conchita                            | Rede Globo    |
| 1969 | A Ponte dos Suspiros       | Bianca                              | Rede Globo    |
| 1968 | Passo dos Ventos           | Hannah                              | Rede Globo    |

### Cinema
| Ano  | Título                              | Personagem                 |
| ---- | ----------------------------------- | -------------------------- |
| 1986 | Ópera do Malandro                   | Shirley Paquete            |
| 1984 | Águia na Cabeça                     | Amiga de Rose              |
| 1979 | Sábado Alucinante                   | Baby                       |
| 1976 | Já Não Se Faz Amor como Antigamente | Helô (Segmento: "O Noivo") |
| 1974 | As Alegres Vigaristas               | —                          |
| 1969 | A Penúltima Donzela                 | Wanda                      |